# Франку, Мариэль
Мариэль Франку (Мариэл, порт.-браз. Marielle Franco, Мариэль Франсиску да Силва, порт.-браз. Marielle Francisco da Silva; 27 июля 1979 — 14 марта 2018) — бразильская правозащитница, социолог, феминистка, общественная и политическая деятельница социалистического толка. Получив степень магистра в области государственного управления, стала активисткой движений за права рабочих, женщин, ЛГБТ и жителей фавел. С января 2017 года представляла в муниципальном совете Рио-де-Жанейро Партию социализма и свободы (PSOL) до своего убийства 14 марта 2018 года, когда она и её водитель были расстреляны полицейскими пулями.

## Биография
Франку выросла в Маре, фавелах севере Рио-де-Жанейро, где она прожила большую часть своей жизни. Своего первого и единственного ребёнка (дочь) воспитывала без помощи отца, работая в качестве воспитательницы дошкольного учреждения и получая минимальную заработную плату.
Своё политическое образование Мариэль начинала в местном костёле, когда церковь под влиянием «теологии освобождения», левого крыла латиноамериканского католицизма, предоставляла безопасное пространство для дебатов. Подростком на волонтёрских началах работала в приюте при церкви.
В 2000 году она начала свою довузовскую подготовку и под впечатлением от смерти подруги от шальной пули занялась правозащитной деятельностью. В 2002 году поступила в Католический университет Рио-де-Жанейро на стипендию, совмещая учёбу с работой и воспитанием дочери. Получив степень в социальных науках, она также стала магистром в области государственного управления в Федеральном университете Флуминенсе. Свою магистерскую диссертацию посвятила правоохранительной программе, призванной прекратить контроль уголовных банд над фавелами.
Работала в Музее Маре — проекте местного сообщества, призванном посредством истории фавелы просвещать и политизировать местную молодёжь, чтобы та потом возвращалась и работала в своих сообществах, формируя генерацию интеллектуалов фавелы.

## Политическая карьера
Перед тем как баллотироваться в городской совет, Франку работала советницей местного депутата от троцкистской Партии социализма и свободы Марселу Фрейшу и помогала координировать Комитет по защите прав человека и гражданства в Законодательном собрании Рио-де-Жанейро (ALERJ). На местных выборах 2016 года в горсовет Франку получила 46500 голосов, что стало пятым лучшим результатом из 1500 кандидатов по всему городу, и была избрана одной из 51 депутатов.
В качестве члена городского совета Франку боролась против гендерного насилия, за права жителей фавел и репродуктивные права. Она возглавляла комиссию по защите женщин и входила в комитет из четырёх человек, наблюдавшим за армейско-полицейским вмешательством федеральных властей в Рио-де-Жанейро. Будучи бисексуалкой и активисткой ЛГБТ-сообщества, сотрудничала с Фронтом лесбиянок Рио-де-Жанейро.

## Убийство и его последствия
Франку была ярым критиком полицейского произвола и практики внесудебных убийств. 13 марта 2018 года, рассказав о случае парня, застреленного полицией на выходе из церкви, она потребовала от властей в лице президента Бразилии Мишела Темера, развернувших в феврале армию для «полицейских операций» в штате Рио-де-Жанейро, прекратить террор.
На следующий день, возвращаясь с круглого стола, касающегося вопросов дискриминации и возможностей цветного населения, женщин и молодёжи, она и её водитель Андерсон Педру Гомис были застрелены в центре города; также был ранен и сопровождавший Франку пресс-секретарь.
Пули, которыми они были убиты (всего их было выпущено девять, четыре попали в Франку), принадлежали полиции. Профильный министр утверждает, что они были украдены с почты, что отрицает министр почты.
Похороны Франку посетили десятки тысяч людей. Тысячи людей вышли на улицы в скоординированных акциях протеста по всей Бразилии. Amnesty International и Human Rights Watch осудили это убийство. Телефонный разговор с семьей убитой правозащитницы провёл Папа Римский Франциск.
Сестра убитой, Аниэль Франку, была назначена президентом Луисом Инасиу Лулой да Силвой министром по вопросам расового равенства Бразилии с 1 января 2023 года.

## Расследование убийства
В январе 2019 году полиция выдала ордер на арест двоих своих офицеров, связанных с преступной группировкой под названием «Управление по борьбе с преступностью» и подозреваемых в убийстве Франку — майора Рональда Паулу Алвеша Перейру и экс-капитана спецподразделения BOPE Адриану Магальеша да Нобреги: первого удалось задержать, второй объявлен в розыск. Оба входили в окружение сына нового президента Бразилии Жаира Болсонару, Флавиу: так, мать и супруга Адриану более 10 лет работали советниками в его депутатском офисе.
По данным следствия, исполнителем покушения оказался отставной офицер полиции Ронни Лесса, а за рулём его автомобиля, который преследовал Мариэль, был бывший военный офицер Элсиу Виейра ди Кейрус. Они указали на вдохновителей преступления, и 24 марта 2024 года по этим обвинениям были арестованы бывший полицейский начальник Ривалду Барбоза (назначенный руководить гражданской полицией штата Рио-де-Жанейро как раз накануне убийства Франку и впоследствии ставший координатором по коммуникациям и полицейским операциям этого учреждения), а также политики и бизнесмены братья Домингуш и Шикинью Бразан (первый является советником Счетной палаты штата, второй — федеральным депутатом от правой партии Бразильский союз). 31 октября 2024 года Ронни Лесса был приговорён к 78 годам, 9 месяцам и 30 дням тюремного заключения. Элсиу Кейрус будет отбывать наказание в виде 59 лет, 8 месяцев и 10 дней. 